# Wies Moens

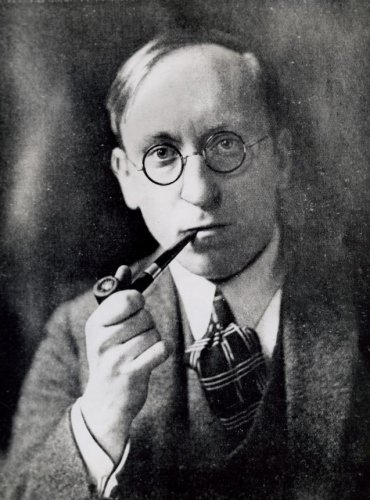
Wies Moens

Aloisius „Wies“ Cesar Antoon Moens (* 28. Januar 1898 in Sint-Gillis-Bij-Dendermonde; † 5. Februar 1982 in Geleen) war ein flämischer Dichter und Nationalist. Seine Aktivitäten brachten ihm nach dem Ersten Weltkrieg eine Gefängnisstrafe und nach dem Zweiten Weltkrieg die Todesstrafe ein, letzterer entwich er durch eine Flucht in die Niederlande.

## Leben
Moens studierte von 1916 bis 1918 Germanische Philologie an der Universität Gent. Er publizierte in der Studentenzeitschrift Aula und kam durch die Zeitschrift De Goedendag mit ausländischen avantgardistischen Strömungen, hiervon besonders mit dem deutschen Expressionismus, in Berührung, dessen humanitäre Richtung er mit seinen katholischen und flämisch-nationalistischen Auffassungen verband. Nach dem Ersten Weltkrieg musste Moens wegen seines Aktivismus bis 1921 eine Gefängnisstrafe absitzen, während dieser Zeit schrieb er das pazifistische Werk Celbrieven und zwei Gedichtbände, die ihn zu einem führenden Vertreter des flämischen Expressionismus machten. Zudem war Moens unter anderem von 1920 bis 1921 Mitarbeiter der expressionistischen Zeitschrift Ruimte, gefolgt von Ter Waarheid (1921–1924). In den Jahren 1923 bis 1925 gab er sein eigenes Monatsheft Pogen (dt. „Versuchen“) heraus.
Nachdem Moens im Anschluss an seine Haft den Militärdienst abgeleistet hatte, wurde er Sekretär der Theatergesellschaft Vlaamsche Volkstooneel, für die er internationale Werke übersetzte. Von 1926 an wandte Moens sich immer mehr dem politischen Kampf zu und propagierte unter anderem in seiner zwischen 1933 und 1939 erschienenen Zeitschrift Dietbrand eine Volkskunst in der Tradition eines Albrecht Rodenbachs und René de Clercqs, die einer großniederländischen Idee zugehörig sein sollte. Die neue „burgundische“ Richtung des von ihm mitgegründeten Verbond van Dietsche Nationaalsolidaristen (Verband der großniederländischen Nationalsolidaristen, Verdinaso) – Einschluss Walloniens in einem großniederländischen Reich – lehnte er jedoch ab und trat aus diesem aus.
Während der deutschen Besatzung Belgiens im Zweiten Weltkrieg leitete Moens seit April 1941 die gesprochenen Sendungen des Flämischen Rundfunks, anschließend ab Januar 1942 den „Sender Brüssel“, der während der Besatzungszeit nationalsozialistische Propaganda verbreitete. 1944 kündigte er, da ihm der deutsche Druck zu groß wurde und er nicht dazu bereit war, Werbung für die Flämische Hitlerjugend zu machen und die antisemitischen Exzesse mitzutragen.
Trotz der Kündigung wurde Moens im Mai 1947 in Abwesenheit zum Tode verurteilt. Er lebte zunächst untergetaucht und floh mit der Hilfe von Freunden in die Niederlande. Dort arbeitete Moens als Mitarbeiter eines Verlags, Lehrer eines Karmelitergymnasiums sowie Gründer und Direktor einer Volkshochschule. Er war seit 1922 mit Margaretha „Grietje“ (geborene Tas) verheiratet, die ihm ins Exil in die Niederlande folgte und 1968 starb. Die Jahre nach ihrem Tod verbrachte Moens in zunehmender Einsamkeit. Nach seinem Tod wurde das Vormingsinstituut Wies Moens gegründet, das sich sowohl mit Moens' Werk beschäftigt als auch als ein Bildungswerk in seinem Sinne versteht.